# 英厄姆县 (密歇根州)
英厄姆縣（英語：Ingham County，/ˈɪŋəm/ ING-əm）是美国密西根州南部的一個郡。根據2020年美國人口普查，共有人口28萬4,900人。縣治梅森 （Mason）。